# Berylliose
Berylliose is een beroepsmatige longaandoening.
Er ontstaat een ontsteking van het longweefsel door inhalatie van stof of dampen met beryllium.

## Toepassingen
- In het verleden
  - Elektronica-industrie
  - Chemische industrie
  - Fabricage van tl-lampen
- Tegenwoordig
  - Ruimtevaartindustrie
  - Gietstukken van berylliumaluminium
  - Kernreactoren

## Pathologie
Bij de acute vorm van berylliose ontstaat diffuse alveolar damage. Niet-verkazende pulmonaire granulomen worden gezien in de pleura, septa en bronchovasculaire bundels. Deze zijn pathologisch niet te onderscheiden van sarcoïdose laesies.

## Optreden
- Lichte mate van blootstelling: Enkel aandoening bij 2% van de mensen (genetische overgevoeligheid). Echter vergeleken met andere pneumoconiose vormen is er slechts lichte mate van blootstelling nodig om chronische berylliose te ontwikkelen. Om deze reden wordt verwacht dat chronische berylliose een hypersensitieve reactie is.
- Grotere mate van blootstelling: Aandoening treedt bij iedereen op

## Vormen
- Acute berylliose: plotseling optredende longontsteking (pneumonitis) binnen enkele uren of dagen na inhalatie

Symptomen: hoesten, moeizaam ademhalen en gewichtsverlies.
In 10% van de acute berylliose gevallen is er sprake van progressie naar chronische berylliose.
- Chronische berylliose: verlittekening in de longen, gezwollen lymfeklieren (pneumoconiose)

Symptomen: hoesten, moeizaam ademhalen, gewichtsverlies (! grote latentie: 10 tot 20 jaar).
Mogelijk ontstaan vanaf de acute vorm maar vaak in arbeiders zonder geschiedenis van acute berylliose.

## Diagnose
- Anamnese: beroepsmatige blootstelling aan beryllium
- Symptomen
- Thoraxfoto (lijkt op sarcoïdose)
- Lymfocytentransformatietest

## Prognose
- Acute berylliose: mits adequate behandeling meestal volledig herstel, soms overlijden
- Chronische berylliose: blijvende klachten; soms optreden van cor pulmonale (een bepaalde vorm van hartfalen) en overlijden

## Behandeling
- Beademing
- Corticosteroïden (bij chronische berylliose weinig effect)